# ولفرا (أنزان الغربي)
ولفرا (بالفارسية: ولفرا) هي قرية تقع في إيران في قسم أنزان الغربي الريفي. يقدر عدد سكانها بـ 344 نسمة بحسب إحصاء 2016.